# Sociedad Asturiana de Filosofía
La Sociedad Asturiana de Filosofía (también conocida como SAF) es una asociación dedicada a la Filosofía y cuyo ámbito de actuación es Asturias, aunque tiene miembros y actividad también en otras provincias. Se enmarca dentro de la Red española de Filosofía.
Fue una de las ocho organizaciones filosóficas que en mayo de 2012 participaron en el Congreso La situación de la filosofía en el sistema educativo español, que derivó en la creación de la Red española de Filosofía.

## Historia
La Sociedad Asturiana de Filosofía fue fundada en 1976 y en 1977 se compuso su primera Junta directiva. Su primer presidente fue Teófilo Rodríguez Neira. Su presidenta desde 2019 es Soledad García Ferrer. Actualmente la Junta directiva de la SAF está formada, además, por Francisco Javier Gil, Roberto Menéndez y Claudia Delgado.

## Actividad
Entre otras actividades, la Sociedad Asturiana de Filosofía se encarga de la organización de la Olimpiada de Filosofía de Asturias (desde el año 2001) y de los Congresos de pensamiento filosófico contemporáneo. Asimismo, colabora junto con la Fundación de Investigaciones Marxistas en la organización de los Premios de Ensayo José María Laso, dirigidos a los alumnos de la Universidad de Oviedo. En 2017 se realizaron por iniciativa de la SAF los Encuentros de Arte y Filosofía en el Museo de Bellas Artes de Asturias.
En 2012 fue una de las organizaciones que participaron en el Debate sobre la situación de la filosofía en el sistema educativo español y que derivó en la creación de la Red española de Filosofía. En 2015 colaboró junto a esta última en la organización de la III Olimpiada española de Filosofía.
Desde 2016 mantiene un círculo de lectura bajo el nombre La coruxa. Asimismo, organiza cada estío la Escuela de verano de Asturias y, también anualmente, las Jornadas de Filosofía de Gijón y diversos cafés filosóficos.
En el año 2021 la SAF realizó varios actos y movilizaciones para expresar su rechazo a la nueva ley de educación, la LOMLOE. En concreto, rechaza la degradación que en esta ley sufren la filosofía y la ética en la educación secundaria.
En 2022 la SAF comenzó el proyecto Filopueblos con el objetivo de «llevar la filosofía más allá de las aulas» hacia el ámbito rural.